# Realitäts-Orientierungs-Training
Das Realitäts-Orientierungs-Training (ROT) ist ein Mitte der 1960er von Lucille R. Taulbee und dem Psychiater James C. Folsom entwickeltes nicht-medikamentöses Verfahren zur Betreuung dementiell Erkrankter. Es wird zur Verbesserung der räumlichen, zeitlichen, situativen und personenbezogenen Orientierung angewandt und ist das am häufigsten verwendete Verfahren zur Aktivierung gerontopsychiatrischer Patienten. Ziel ist es die vorhandenen Ressourcen des Pflegebedürftigen auszuschöpfen und es ihm zu ermöglichen sich auch situativ zu orientieren, das Erinnerungsvermögen zu erhalten und die Interaktion mit den Pflegenden, sowie die Kommunikation und Zuwendung zum Gepflegten zu verbessern.

## Informelles ROT
Innerhalb des informellen ROT oder 24-Stunden ROT werden dem Pflegebedürftigen im Rahmen der Lebensweltgestaltung oder der Milieutherapie verschiedene Orientierungshilfen, beispielsweise Bezugspunkte, Hinweisschilder und Unterstützung über die pflegerische Kommunikation mit dem Gepflegten angeboten, die ihm dabei helfen, sich in seiner Umwelt zurechtzufinden. Hierbei wird das Konzept rund um die Uhr angewandt. Die Weiterbildung der Pflegenden hinsichtlich einer für die Gepflegten einfach zu erfassenden Kommunikation ist in dieser Form unerlässlich.

## Formales ROT
Die formale ROT oder Classroom-ROT (engl. für Klassenzimmer) umfasst beispielsweise die Betreuung innerhalb von ROT- oder Demenz-Gruppen, die sich regelmäßig treffen und verschiedene Aktivitäten durchführen, um die Orientierung beispielsweise innerhalb der Jahreszeiten zu erleichtern und die kognitiven Fähigkeiten zu erhalten.

## Methoden
Zur zeitlichen Orientierung werden beispielsweise Uhren und Kalender in und außerhalb des persönlichen Umfeldes eingesetzt. Häufig werden auf sogenannten ROT-Tafeln auch die Jahreszeiten oder das Wetter bildlich dargestellt. Dadurch soll zugleich auch die situative Orientierung der Pflegebedürftigen, beispielsweise vor Verlassen des Hauses, erleichtert werden.
Die situative Orientierung wird darüber hinaus durch die Kommunikation der Pflegemaßnahmen in einfachen und strukturierten Sätzen verstärkt. In das Training mit einbezogen wird die Teilnahme an Kochgruppen sowie das Wasch- und das Anziehtraining.
Für die räumliche Orientierung werden farbliche und schriftliche Kennzeichnungen der Wege, zum Beispiel ins Bad vorgenommen. Namensschilder an den Türen, Piktogramme und andere Darstellungen sollen die Wahrnehmung der räumlichen Situation erleichtern.
Zur Förderung der personenbezogenen Orientierung werden die Pflegebedürftigen immer mit vollem Namen angesprochen. Die Wahrnehmung des eigenen äußeren Erscheinungsbildes soll über das Anbringen von Spiegeln gefördert werden, das Gefühl und Bewusstsein der eigenen Identität durch einen regelmäßigen persönlichen Erfahrungsaustausch in Gruppen.

## Kritik
Das ROT wird insbesondere deswegen kritisiert, weil die starke Strukturierung des Alltags den Pflegebedürftigen entmündigt und die umfangreichen Maßnahmen zu einer Überforderung des Betreuten führen können. Ein weiterer Kritikpunkt liegt in der kaum umzusetzenden strukturellen und konzeptionellen Anpassung an nachlassende kognitive Fähigkeiten. Dies kann bei den Betroffenen zu Emotionen wie Wut, Angst und Trauer führen, die das Erinnerungsvermögen negativ beeinflussen.